# Medicejové: Vládci Florencie
Medicejové: Vládci Florencie (anglicky Medici: Masters of Florence, italsky I Medici) je italsko-britský televizní drama seriál o rodu Medici odehrávající se v 15. století ve Florencii. První série obsahující osm dílů měla premiéru v říjnu 2016 a pojednává o bratrech Cosimovi (Richard Madden) a Lorenzovi (Stuart Martin), kteří po smrti svého otce Giovanniho (Dustin Hoffman) přebírají zodpovědnost za vedení jejich rodu. Druhá série se odehrává o dvacet let později, přičemž pojednává o Cosimově vnukovi Lorenzu I.